# Hushumla
Hushumla (Bombus hypnorum) är en insekt i överfamiljen bin (Apoidea). Den kallas också trädhumla.

## Beskrivning
Drottningen blir 17 till 20 millimeter lång, arbetarna 8 till 18 millimeter och hanarna 14 till 16 millimeter.
Honorna (drottning och arbetare) har orangeröda mellankroppar och svarta bakkroppar med vita bakkroppsspetsar. Hos hanen är det orangeröda området större och sträcker sig in på de två första bakkroppssegmenten. Den vita bakkroppsspetsen är också bredare. Hushumlan är mycket lik tajgahumlan, men denna har ett mörkt band över mellankroppen, mellan vingfästena. I Sverige finns den senare dessutom bara i Norrland.

## Ekologi
Habitaten utgörs av träd- och buskbeväxta områden, skogsgläntor och -bryn. Arten uppehåller sig emellertid gärna i människans närhet, och den förekommer därför också i bebyggda områden som tätorter, villaområden, på landet vid byar och hus, i parker och trädgårdar. Bona anläggs gärna i närheten av bebyggelse, som i isoleringen i väggar, i obebodda fågelholkar, parker och trädgårdar, men även ute i naturen som i ihåliga träd (därav det alternativa svenska namnet). Den är dessutom en av de vanligare gästerna i humleholkar. Antalet individer i boet är relativt högt; det kan åtminstone vara 150 stycken, enligt vissa auktoriteter 400. I de kinesiska bergen, där den är mindre vanlig, lever den på mellan 800 och 4 400 meters höjd. Arten har många fiender, som humlemottets larver, som lever av humlans avkomma, olika smågnagare som skogsmöss samt snylthumlorna hussnylthumla och trädgårdssnylthumla, som dödar eller kör iväg drottningen och tar över samhället där hon tvingar arbetarna att föda upp hennes egen avkomma. Det är trligtvis därför som hushumlans arbetare är så påtagligt aggressiva vid boet.
I Norden uppträder de första arbetarna i slutet på april, följda av hanarna i slutet av juni. Längre söderut visar sig humlan tidigare; i Sydengland kommer den övervintrande drottningen fram sent i februari eller april, följd av de första arbetarna i mitten på april. Då arten kan ha två generationer per år i delar av sitt utbredningsområde kommer de första könsdjuren (hanar och drottningar) sent i maj, följa av den andra generationen i slutet av augusti till början av september. I Sydengland har sentflygande drottningar observerats så sent som november eller rent av tidigt i december.
Arten är polylektisk, den flyger till blommande växter från många olika familjer. Vanliga värdväxter är rosväxter som hallon och björnbär, videväxter som sälg, ärtväxter som sötväppling, kransblommiga växter, grobladsväxter som lejongap, dunörtsväxter som mjölke, väddväxter som vädd och stenbräckeväxter som alunrot samt olika fruktträd.

## Utbredning
Arten är vanlig i stora delar av Europa och Asien, från västra Frankrike till Kamtjatka i öster, och från Pyreneerna i söder till norra Norden. Den saknas helt från Medelhavsregionen och även i södra Italien, Balkan, stäpperna i Ukraina och Rumänien samt Turkiet.
Arten har spritt sig västerut på senare år: Den upptäcktes så sent som 2008 på Island, i England 2001 (nära byn Landford i Wiltshire), i Skottland 2013 och Irland 2014. 
I södra till mellersta Asien förekommer den i Myanmar, nordöstra till centrala Kina (Inre Mongoliet samt provinserna Xinjiang, Jilin, Liaoning, Gansu, Ningxia, Shanxi, Hubei, Guizhou, Sichuan, Qinghai samt Yunnan) och Taiwan.
Arten är vanlig i hela Sverige. I Finland har den observerats i hela landet, tätare i de södra delarna.

## Status
Hushumlan är klassificerad som livskraftig både globalt, i Sverige och i Finland.

## Fotogalleri

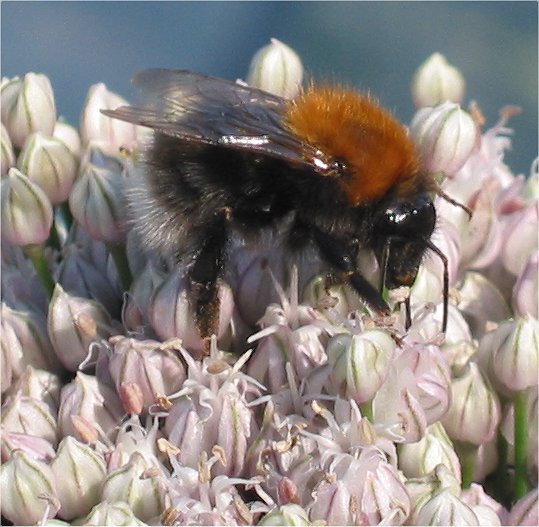
Hushumla på purjolök
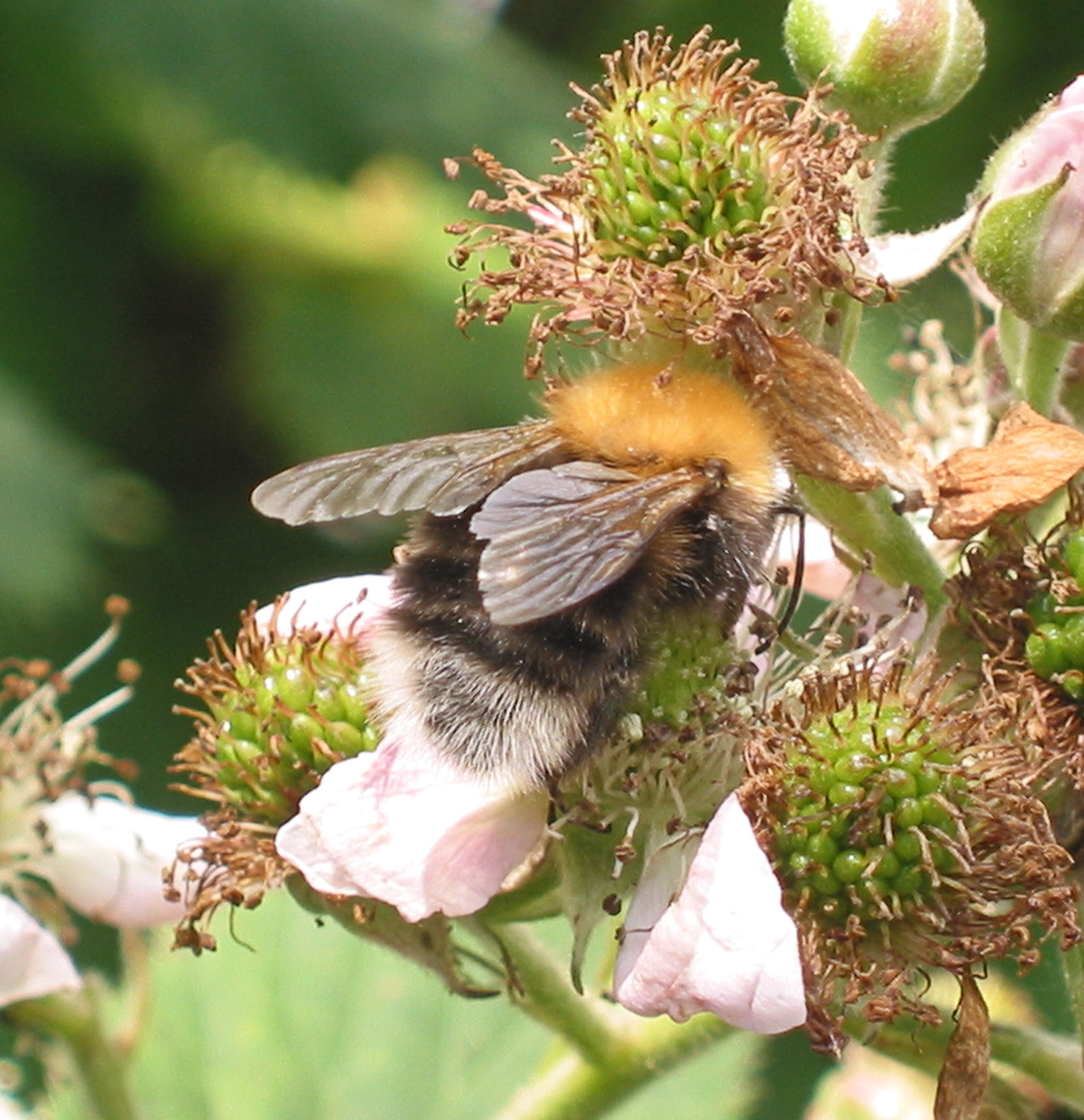
Hushumla på björnbär
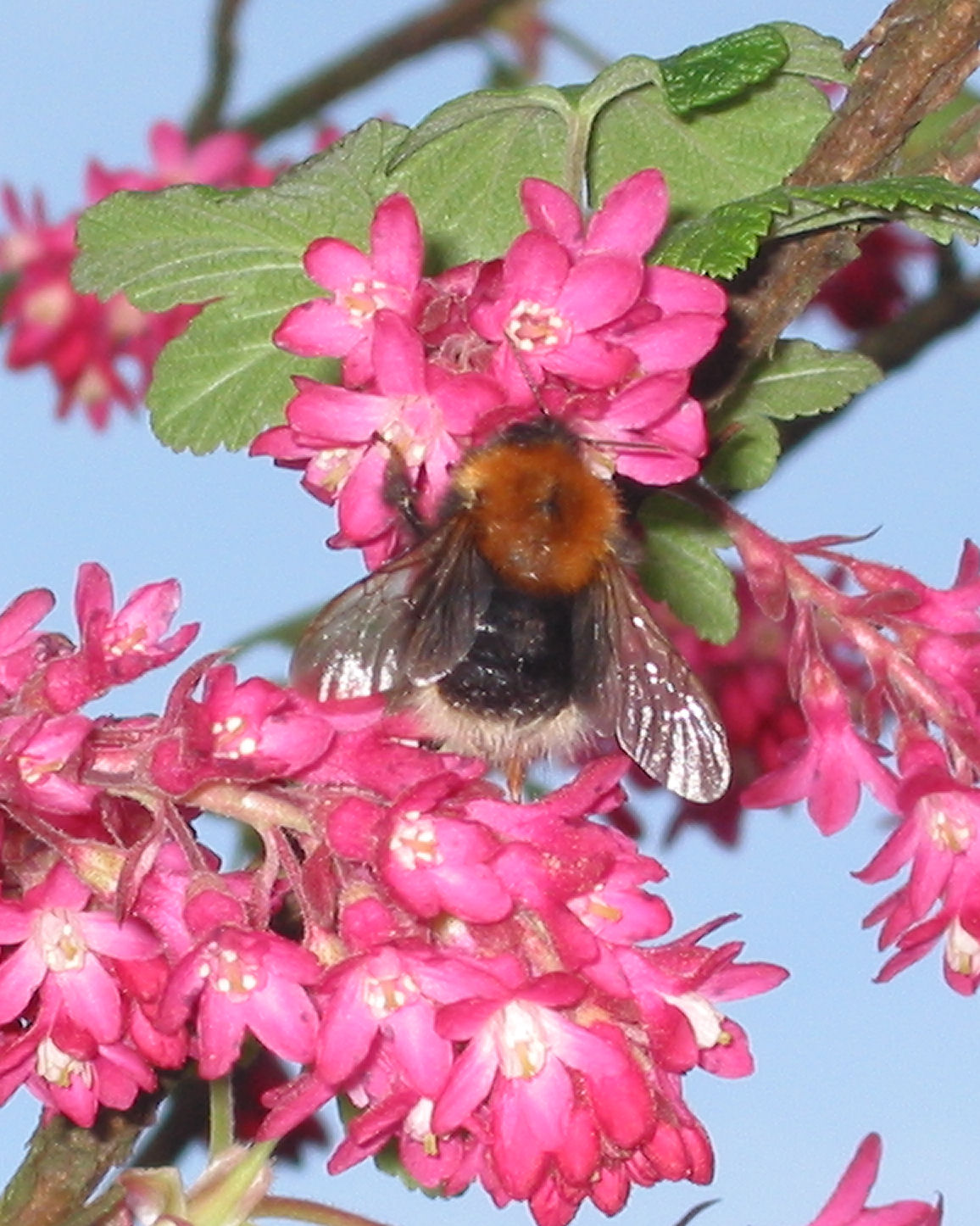
Drottning på rosenrips
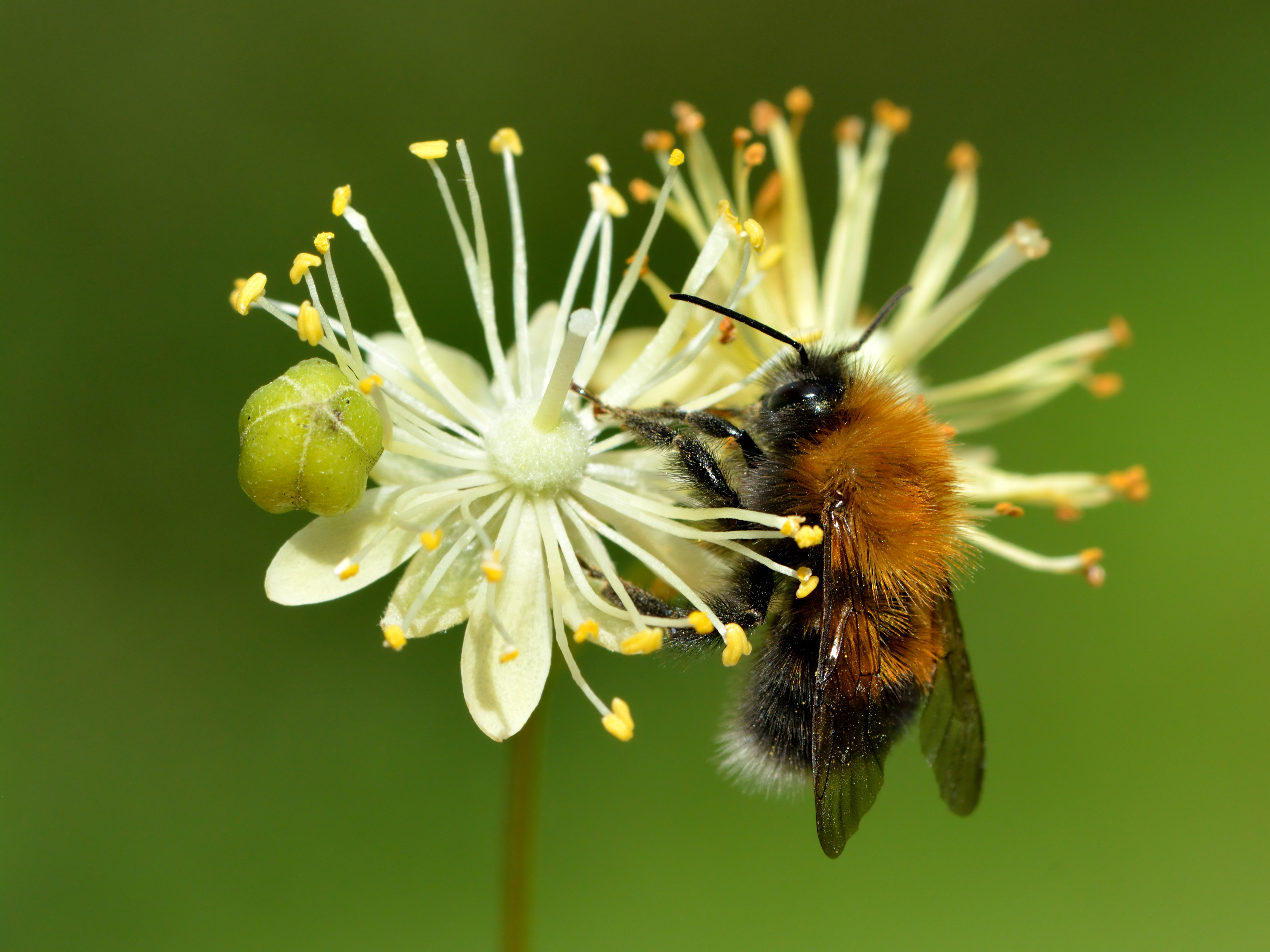
Hushumla på lindblomma